# Стьернен (хоккейный клуб)
«Стьернен» (норв. Stjernen Hockey) — норвежский хоккейный клуб из города Фредрикстад. Основан в 1960 году.

## История
Хоккейный клуб «Стьернен» ведёт свою историю с 1960 года, когда название хоккейного клуба «Стар» было переведено на норвежский язык, дабы соблюсти правила Норвежской хоккейной ассоциации и иметь право выступать в системе Норвежской хоккейной лиги. Почти десять лет клуб играл на открытой арене, по временам арендуя стадион хоккейного клуба «Спарта Уорриорз». В 1974 году клуб впервые пробился в первый норвежский дивизион. а вскоре завоевал путёвку и в высшую лигу. В 1981 году «Стьернен» впервые завоевал титул чемпиона Норвегии, обыграв в финале «Волеренгу» со счётом 2:1, тем самым став первой командой-чемпионом не из Осло. По возвращении во Фредикстад команда была встречена многотысячной толпой, несущих факелы в поддержку новоиспечённых чемпионов. В 1986 году клуб взял второй титул. В 90-е годы клуб столкнулся с серьёзными финансовыми проблемами. Несколько раз клуб возвращался на вершину норвежского хоккея, но так и не смог ни разу стать чемпионом.

## Достижения
- Норвежская хоккейная лига:
  - Победители (2)  : 1980 , 1986